# 디즈니의 장편 애니메이션 영화 목록
다음은 월트 디즈니 프로덕션/월트 디즈니 컴퍼니가 제작/배급한 극장 애니메이션 장편 영화의 목록이다.
클래식에 포함된 장편 영화들은 모두 이전의 디즈니 피처 애니메이션이었던 월트 디즈니 애니메이션 스튜디오에서 제작되었다. (그 이전에는 월트 디즈니 프로덕션의 일부) 명백하게 정해진 것을 제외하면, 이 목록의 모든 영화는 전통 2D 애니메이션 영화이다.
월트 디즈니 애니메이션 스튜디오는 《카우 삼총사》 (2004년 4월 2일 개봉)를 발표하면서 마지막 2D 애니메이션 영화가 될 수 있을 것이라 발표하였고, 《치킨 리틀》 (2005년 11월 4일 개봉)을 개봉하면서, 앞으로 월트 디즈니 애니메이션 스튜디오의 영화는 3D 애니메이션 영화가 될 것이라고 전했다. 하지만 2006년 7월, 개발 중에 있던 새로운 2D 애니메이션 영화 《공주와 개구리》가 공개되면서 앞서 했던 발표는 무효가 되었다. 하지만 공통적으로 디즈니에 관련된 모든 이야기에서는 잘생긴 주인공들이 착하고 똑똑하면서 악을 물리치는 영웅으로 등장한다. 그 반면, 악한 주인공은 모두 못생기거나 악마나 괴물처럼 못생겨서 나쁜 일을 일삼거나 피해를 주지만 끝내 당하거나 죽는 것으로 끝난다. 그것과 대조되는 영화의 대표적인 것은 슈렉이다. 그리고 월트 디즈니 줄거리에 대해서도 좀 다르게 만든 영화도 쿵푸팬더가 대표적인 영화다.

## 주요 작품 목록
| 월트 디즈니 애니메이션 스튜디오 |
| 픽사                            |
| 디즈니 툰 스튜디오              |
| 월트 디즈니 텔레비전 애니메이션 |
| 스튜디오 지브리 <일본>          |
| 디즈니 이외의 스튜디오          |
| 기타                            |

### 장편 애니메이션
| 제목                                     | 개봉 날짜 (북미 기준) | 제작 스튜디오                   | 제작 스튜디오 |
| ---------------------------------------- | --------------------- | ------------------------------- | ------------- |
| 《백설 공주와 일곱 난쟁이》              | 1937년 12월 21일      |                                 |               |
| 《피노키오》                             | 1940년 2월 7일        |                                 |               |
| 《환타지아》                             | 1940년 11월 13일      |                                 |               |
| 《덤보》                                 | 1941년 10월 23일      |                                 |               |
| 《밤비》                                 | 1942년 8월 13일       |                                 |               |
| 《라틴 아메리카의 밤》                   | 1942년 8월 24일       |                                 |               |
| 《3인의 기사》                           | 1944년 12월 21일      |                                 |               |
| 《음악의 세계》                          | 1946년 4월 20일       |                                 |               |
| 《미키와 콩나무》                        | 1947년 9월 27일       |                                 |               |
| 《멜로디 타임》                          | 1948년 5월 27일       |                                 |               |
| 《이카보드와 토드경의 모험》             | 1949년 10월 5일       |                                 |               |
| 《신데렐라》                             | 1950년 2월 15일       |                                 |               |
| 《이상한 나라의 앨리스》                 | 1951년 7월 26일       |                                 |               |
| 《피터 팬》                              | 1953년 2월 5일        |                                 |               |
| 《레이디와 트램프》                      | 1955년 6월 16일       |                                 |               |
| 《잠자는 숲속의 미녀》                   | 1959년 1월 29일       |                                 |               |
| 《101마리의 달마시안 개》                | 1961년 1월 25일       |                                 |               |
| 《아더왕의 검》                          | 1963년 12월 25일      |                                 |               |
| 《정글 북》                              | 1967년 10월 18일      |                                 |               |
| 《아리스토캣》                           | 1970년 12월 24일      |                                 |               |
| 《로빈 훗》                              | 1973년 11월 8일       |                                 |               |
| 《곰돌이 푸의 모험》                     | 1977년 3월 11일       |                                 |               |
| 《생쥐 구조대》                          | 1977년 6월 22일       |                                 |               |
| 《토드와 코퍼》                          | 1981년 7월 10일;      |                                 |               |
| 《타란의 대모험》                        | 1985년 7월 26일       |                                 |               |
| 《위대한 명탐정 바실》                   | 1986년 7월 2일        |                                 |               |
| 《올리버와 친구들》                      | 1988년 11월 13일      |                                 |               |
| 《인어공주》                             | 1989년 11월 17일      |                                 |               |
| 《덕 테일즈 무비: 잃어버린 램프의 보물》 | 1990년 8월 3일        | 디즈니 무비 툰                  |               |
| 《코디와 생쥐 구조대》                   | 1990년 11월 16일      | 월트 디즈니 애니메이션 스튜디오 |               |
| 《미녀와 야수》                          | 1991년 11월 13일      | 월트 디즈니 애니메이션 스튜디오 |               |
| 《알라딘》                               | 1992년 11월 25일      | 월트 디즈니 애니메이션 스튜디오 |               |
| 《크리스마스 악몽》                      | 1993년 10월 9일       | Skellington Productions         |               |
| 《라이온 킹》                            | 1994년 6월 15일       | 월트 디즈니 애니메이션 스튜디오 |               |
| 《구피 무비》                            | 1995년 4월 7일        | 디즈니 무비 툰                  |               |
| 《포카혼타스》                           | 1995년 6월 16일       | 월트 디즈니 애니메이션 스튜디오 |               |
| 《토이 스토리》                          | 1995년 11월 22일      | 픽사 애니메이션 스튜디오        |               |
| 《제임스와 거대한 복숭아》               | 1996년 4월 12일       | Skellington Productions         |               |
| 《노틀담의 꼽추》                        | 1996년 6월 19일       | 월트 디즈니 애니메이션 스튜디오 |               |
| 《헤라클레스》                           | 1997년 6월 14일       | 월트 디즈니 애니메이션 스튜디오 |               |
| 《뮬란》                                 | 1998년 6월 5일        | 월트 디즈니 애니메이션 스튜디오 |               |
| 《벅스 라이프》                          | 1998년 11월 25일      | 픽사 애니메이션 스튜디오        |               |
| 《더그의 첫 번째 영화》                  | 1999년 3월 26일       | 디즈니 무비 툰                  |               |
| 《타잔》                                 | 1999년 6월 18일       | 월트 디즈니 애니메이션 스튜디오 |               |
| 《토이 스토리 2》                        | 1999년 11월 24일      | 픽사 애니메이션 스튜디오        |               |
| 《환타지아 2000》                        | 1999년 12월 17일      | 월트 디즈니 애니메이션 스튜디오 |               |
| 《티거 무비》                            | 2000년 2월 11일       | 디즈니 무비 툰                  |               |
| 《다이너소어》                           | 2000년 5월 19일       | 월트 디즈니 애니메이션 스튜디오 |               |
| 《쿠스코? 쿠스코!》                      | 2000년 12월 15일      | 월트 디즈니 애니메이션 스튜디오 |               |
| 《방학 대소동 : 여름방학 구출작전》      | 2001년 2월 16일       | 디즈니 텔레비전 애니메이션      |               |
| 《아틀란티스 : 잃어버린 제국》           | 2001년 6월 15일       | 월트 디즈니 애니메이션 스튜디오 |               |
| 《몬스터 주식회사》                      | 2001년 11월 2일       | 픽사 애니메이션 스튜디오        |               |
| 《피터 팬 2: 리턴 투 네버랜드》          | 2002년 2월 15일       | 디즈니 무비 툰                  |               |
| 《릴로 & 스티치》                        | 2002년 6월 21일       | 월트 디즈니 애니메이션 스튜디오 |               |
| 《보물성》                               | 2002년 11월 27일      | 월트 디즈니 애니메이션 스튜디오 |               |
| 《정글북 2》                             | 2003년 2월 14일       | 디즈니 무비 툰                  |               |
| 《피글렛 빅 무비》                       | 2003년 3월 21일       | 디즈니 무비 툰                  |               |
| 《니모를 찾아서》                        | 2003년 5월 30일       | 픽사 애니메이션 스튜디오        |               |
| 《브라더 베어》                          | 2003년 11월 1일       | 월트 디즈니 애니메이션 스튜디오 |               |
| 《선생님의 애완 동물》                   | 2004년 1월 16일       | 디즈니 텔레비전 애니메이션      |               |
| 《카우 삼총사》                          | 2004년 4월 2일        | 월트 디즈니 애니메이션 스튜디오 |               |
| 《뮬란 2》                               | 2004년 11월 3일       | 디즈니 툰 스튜디오              |               |
| 《인크레더블》                           | 2004년 11월 5일       | 픽사 애니메이션 스튜디오        |               |
| 《푸 히파럼프 무비》                     | 2005년 2월 11일       | 디즈니 툰 스튜디오              |               |
| 《치킨 리틀》                            | 2005년 11월 4일       | 월트 디즈니 애니메이션 스튜디오 |               |
| 《밤비 2》                               | 2006년 2월 7일        | 디즈니 툰 스튜디오              |               |
| 《카》                                   | 2006년 6월 9일        | 픽사 애니메이션 스튜디오        |               |
| 《로빈슨 가족》                          | 2007년 3월 30일       | 월트 디즈니 애니메이션 스튜디오 |               |
| 《라따뚜이》                             | 2007년 6월 29일       | 픽사 애니메이션 스튜디오        |               |
| 《월-E》                                 | 2008년 6월 27일       | 픽사 애니메이션 스튜디오        |               |
| 《볼트》                                 | 2008년 11월 21일      | 월트 디즈니 애니메이션 스튜디오 |               |
| 《업》                                   | 2009년 5월 29일       | 픽사 애니메이션 스튜디오        |               |
| 《팅커벨 2: 팅커벨과 잃어버린 보물》     | 2009년 9월 3일        | 디즈니 툰 스튜디오              |               |
| 《크리스마스 캐롤》                      | 2009년 11월 6일       | ImageMovers Digital             |               |
| 《공주와 개구리》                        | 2009년 12월 11일      | 월트 디즈니 애니메이션 스튜디오 |               |
| 《토이 스토리 3》                        | 2010년 6월 18일       | 픽사 애니메이션 스튜디오        |               |
| 《라푼젤》                               | 2010년 11월 24일      | 월트 디즈니 애니메이션 스튜디오 |               |
| 《화성은 엄마가 필요해》                 | 2011년 3월 11일       | ImageMovers Digital             |               |
| 《카 2》                                 | 2011년 6월 24일       | 픽사 애니메이션 스튜디오        |               |
| 《곰돌이 푸》                            | 2011년 7월 15일       | 월트 디즈니 애니메이션 스튜디오 |               |
| 《메리다와 마법의 숲》                   | 2012년 6월 22일       | 픽사 애니메이션 스튜디오        |               |
| 《팅커벨 4: 날개의 비밀》                | 2012년 8월 31일       | 디즈니 툰 스튜디오              |               |
| 《프랑켄위니》                           | 2012년 10월 5일       | Tim Burton Productions          |               |
| 《주먹왕 랄프》                          | 2012년 11월 2일       | 월트 디즈니 애니메이션 스튜디오 |               |
| 《몬스터 대학교》                        | 2013년 6월 21일       | 픽사 애니메이션 스튜디오        |               |
| 《비행기》                               | 2013년 8월 9일        | 디즈니 툰 스튜디오              |               |
| 《겨울 왕국》                            | 2013년 11월 27일      | 월트 디즈니 애니메이션 스튜디오 |               |
| 《비행기 2: 소방구조대》                 | 2014년 7월 18일       | 디즈니 툰 스튜디오              |               |
| 《빅 히어로》                            | 2014년 11월 7일       | 월트 디즈니 애니메이션 스튜디오 |               |
| 《팅커벨 5: 해적 요정》                  | 2014년 2월 13일       | 디즈니 툰 스튜디오              |               |
| 《팅커벨 6: 네버비스트의 전설》          | 2014년 12월 12일      | 디즈니 툰 스튜디오              |               |
| 《스트레인지 매직》                      | 2015년 1월 23일       | 루카스 필름 애니메이션          |               |
| 《인사이드 아웃》                        | 2015년 6월 9일        | 픽사 애니메이션 스튜디오        |               |
| 《굿 다이노》                            | 2015년 11월 25일      | 픽사 애니메이션 스튜디오        |               |
| 《주토피아》                             | 2016년 3월 4일        | 월트 디즈니 애니메이션 스튜디오 |               |
| 《도리를 찾아서》                        | 2016년 6월 17일       | 픽사 애니메이션 스튜디오        |               |
| 《모아나》                               | 2016년 11월 23일      | 월트 디즈니 애니메이션 스튜디오 |               |
| 《카 3: 새로운 도전》                    | 2017년 6월 16일       | 픽사 애니메이션 스튜디오        |               |
| 《코코》                                 | 2017년 11월 22일      | 픽사 애니메이션 스튜디오        |               |
| 《인크레더블 2》                         | 2018년 6월 15일       | 픽사 애니메이션 스튜디오        |               |
| 《주먹왕 랄프 2: 인터넷 속으로》         | 2018년 11월 21일      | 월트 디즈니 애니메이션 스튜디오 |               |
| 《토이 스토리 4》                        | 2019년 6월 21일       | 픽사 애니메이션 스튜디오        |               |
| 《겨울왕국 2》                           | 2019년 11월 22일      | 월트 디즈니 애니메이션 스튜디오 |               |
| 《온워드: 단 하루의 기적》               | 2020년 3월 6일        | 픽사                            |               |
| 《소울》                                 | 2020년 12월 25일      | 픽사                            |               |
| 《루카》                                 | 2021년 6월 18일       | 픽사 애니메이션 스튜디오        |               |
| 《엔칸토: 마법의 세계》                  | 2021년 11월 24일      | 월트 디즈니 애니메이션 스튜디오 |               |
| 《메이의 새빨간 비밀》                   | 2022년 3월 18일       | 픽사 애니메이션 스튜디오        |               |
| 《버즈 라이트이어》                      | 2022년 6월 17일       | 픽사 애니메이션 스튜디오        |               |

### 장편 애니메이션 (개봉/제작 예정)
| 미정의 바이런 하워드/린마누엘 미란다 감독 애니메이션 | 미정 |

## 디즈니 애니메이션과 실사 합성 영화
| 1 | 《리럭턴트 드래곤》 1, 2, 3     | 1941년 6월 20일                          |
| 2 | 《공군력에 의한 승리》 2, 3     | 1943년 7월 17일                          |
| 3 | 《남부의 노래》 3               | 1946년 11월 12일                         |
| 4 | 《내 마음 가까이》 3            | 1948년 11월 29일 (제한) 1949년 1월 19일  |
| 5 | 《메리 포핀스》                 | 1964년 8월 27일 (제한) 1964년 8월 29일   |
| 6 | 《마법의 빗자루》               | 1971년 11월 11일 (제한) 1971년 12월 13일 |
| 7 | 《피터의 용》                   | 1977년 11월 3일                          |
| 8 | 《누가 로저 래빗을 모함했나》 4 | 1988년 6월 21일 (초연) 1988년 6월 22일   |
| 9 | 《마법에 걸린 사랑》            | 2007년 11월 21일                         |
| 10 | 《이상한 나라의 앨리스》        | 2010년 3월 19일                          |
| 11 | 《미녀와 야수》                 | 2017년 3월 16일                          |
| Notes: 1. 몇가지 부분은 흑백 화면. 1. 일부분이 다큐멘터리. 1. 메인 스토리라인이 독립된 애니메이션 부분으로 구분됨. 1. 디즈니가 터치스톤 픽처스 레이블을 통해 개봉. |                                 |                                          |

## 디즈니가 배급한 영화
| 1 | 《피노키오)\|용감한 토스터》 | 1987년 8월 10일                          | 하이페리온 픽처 The Kushner-Locke Company    | 전 세계                        |
| 2 | 《톰과 제리 : 더 무비》 1    | 1993년 8월 30일                          | 터너 픽처스 월드와이드 필름 로만             | 북아메리카                     |
| 3 | 《욤욤 공주와 도둑》 1       | 1995년 9월 25일                          | 리처드 윌리엄스 프로덕션                     | 북아메리카 일본                |
| 4 | 《마누엘리타》               | 2000년 12월 17일                         | 가르시아 페레 엔터테인먼트 메가트릭스 S.A.U. | 북아메리카 아르헨티나          |
| 5 | 《포켓몬 포에버》 1          | 2002년 11월 11일 (제한) 2002년 11월 25일 | 포켓몬 컴퍼니 쇼우가쿠칸 4키즈 엔터테인먼트  | 북아메리카 영국 오스트레일리아 |
| 6 | 《포켓몬 히어로즈》 1        | 2003년 6월 16일 (제한)                   | 포켓몬 컴퍼니 쇼우가쿠칸 4키즈 엔터테인먼트  | 북아메리카 영국 오스트레일리아 |
| 7 | 《발리언트》 2               | 2005년 9월 19일                          | 밴가드 애니메이션                            | 북아메리카                     |
| 8 | 《와일드》 2                 | 2006년 5월 14일                          | C.O.R.E.                                     | 전 세계                        |
| 10 | 《Jump Up and Jam》          | 2009년 6월 1일                           | 터치스톤 애니메이션 Right Coast Productions  | 북아메리카 영국                |
| 11 | 《노미오와 줄리엣》 2        | 2011년 2월 23일                          | 로켓 픽처스                                  | 전 세계                        |
| Notes: 1. 디즈니의 미라맥스 필름 회사를 통해 개봉. 1. 컴퓨터 애니메이션. 1. 제작 중인 영화의 개봉 예정 날짜. |                              |                                          |                                              |                                |

### 디즈니가 배급한 스튜디오 지브리의 영화
| 1                                                                                                   | 《마녀 배달부 키키》        | 1989년 7월 29일  | 1998년 5월 23일 1  |
| 2                                                                                                   | 《모노노케 히메》           | 1997년 7월 12일  | 1999년 10월 29일 2 |
| 3                                                                                                   | 《센과 치히로의 행방불명》  | 2001년 8월 27일  | 2002년 10월 21일   |
| 4                                                                                                   | 《고양이의 보은》           | 2002년 8월 19일  | 2005년 4월 23일 1  |
| 5                                                                                                   | 《하울의 움직이는 성》      | 2004년 12월 20일 | 2005년 7월 10일    |
| 6                                                                                                   | 《벼랑 위의 포뇨》          | 2009년 9월 15일  | August 14, 2009    |
| 7                                                                                                   | 《게드전기: 어스시의 전설》 | 2006년 8월 29일  | 2010년 9월 14일    |
| Notes: 1. 제한된 초연과 배급. 1. 디즈니의 미라맥스 필름 회사를 통해 개봉. 1. 영화의 개봉 예정 날짜. |                             |                  |                    |

## 같이 보기
- 슈렉
- 쿵푸 팬더

## 참고
내용주
1. ↑  이 목록은 미국 극장 개봉 날짜이다. (미국 이외의 지역) 북미지역은 극장에서 상영되지 않았다. (북미 이외 지역은 해당 사항 없음.) 월트 디즈니사의 역사 전반에 걸쳐 각각의 영화를 다른 배급사들이 월트 디즈니 컴패니로 바꾸기 전까지 배급하였는데, 1954년에 개봉된 영화들은 RKO 픽처스에 의해 출시되었고. (with the exception of 공군력에 의한 승리는 RKO 픽처스가 아닌 유나이티드 아티스츠에서 배급하였다).
1955년에 개봉된 영화들은 디즈니가 소유하고 있는 브에나 비스타 디스뷰션 컴패니 현재의 이름인 월트 디즈니 스튜디오스 모션 픽처스 통해서 배급하였고, 1985년 이후부터 월트 디즈니 픽처스가 배급을 전담하게 되었다.

출처주
1. ↑   자세한 월트 디즈니 애니메이션 스튜디오의 공식 작품 리스트는 이곳에서 볼 수 있다. http://www.disneyanimation.com/aboutus/history.html 보관됨 2008-12-03 - 웨이백 머신
2. ↑  미국 비디오
3. ↑  Disney Release Date of The Cat Returns 2009년 5월 7일
4. ↑  Miyazaki's Ponyo Gets U.S. Release Date 보관됨 2009-03-27 - 웨이백 머신 2009년 5월 23일